# .doc
.doc är en filändelse som använts för att beteckna dokumentfiler i vissa format. Huvudsakligen används den av ordbehandlaren Microsoft Word som ingår i kontorspaketet Microsoft Office.
.doc är inte ett standardiserat filformat, utan formaten använda av olika program är fundamentalt olika och också olika versioner av Word använder olika, sinsemellan inkompatibla, formatvarianter. Olika varianter av Words doc-format stöds i någon mån av många ordbehandlare.
Kritiker menar att doc-filformaten är olämpliga för utbyte av filer också oberoende av kompatibilitetsproblematiken. Filerna är ofta tre gånger större än motsvarande rena textfil och kan innehålla skadlig kod eller känslig information som avsändaren är omedveten om. I de fall dokumentet är avsett att skrivas ut direkt är det också problematiskt att radbyten (och därmed sidindelning) påverkas av vald skrivare (olikt dokument i format som PDF eller .dvi - det filformat som TeX producerar).
Eftersom Microsoft inte tillät konkurrenter att få tillgång till formatens specifikationer var de länge ett stort problem för alternativa ordbehandlare. Idag har dock ett flertal olika ordbehandlare, exempelvis OpenOffice.org, Abiword, Lotus Notes och KWord med flera stöd för formatet, då det dokumenterats till största delen av aktörer utanför Microsoft.
Filändelsen .doc användes redan av program för Atari. Under 1980-talet var .doc standardfiländelse för WordPerfect. Också Windows Write i tidiga Windows-versioner använde filändelsen.